# Najgorszy
Najgorszy – powieść Waldemara Łysiaka wydana w 2006 roku nakładem wydawnictwa Nobilis.
Książka utrzymana jest w formie wywiadu, prowadzonego przez amerykańską dziennikarkę z umierającym pułkownikiem Heldbaumem (funkcjonariuszem KGB). Znajdują się w niej odniesienia do II wojny światowej, problematyki żydowskiej i współczesnej sytuacji politycznej.
Waldemar Łysiak podejmuje w książce temat zła. Za pośrednictwem Heldbauma docieka, dlaczego ludzie wyrządzają zło i dlaczego się nim fascynują. Odpowiedzią jest cytat "bo zło jest ciekawe, intrygujące, podniecające, a dobro jest nudne jak flaki z olejem, tkliwe, ckliwe, usypiające, wata cukrowa!"
Najgorszy jest dodatkiem do "trylogii łotrzykowsko-heroicznej" (książki Dobry, Konkwista i Najlepszy), chociaż wyczuwalny jest autonomiczny charakter książki.